# Csingiling (film)
A Csingiling (eredeti cím: Tinker Bell) 2008-ban bemutatott amerikai 3D-s számítógépes animációs film, amely a Csingiling-sorozat első része. Az animációs játékfilm rendezője Bradley Raymond, producere Jeannine Roussel. A forgatókönyvet Jeffrey M. Howard írta, a zenéjét Joel McNeely szerezte. A mozifilm a Walt Disney Pictures és a DisneyToon Studios gyártásában készült, a Walt Disney Studios Motion Pictures és a Walt Disney Studios Home Entertainment forgalmazásában jelent meg. Műfaja kalandos fantasy filmvígjáték.
Argentínában 2008. szeptember 11-én mutatták be a mozikban, Amerikában 2008. október 28-án, Magyarországon 2008. október 31-én adták ki DVD-n.

## Szereplők
További magyar hangok: Agócs Judit, Beszterczey Attila, Gardi Tamás, Gerhát Barbara, Gubányi György, Györfi Anna, Joó Gábor, Kelemen Kata, Mészáros Szilvia, Németh Attila, Nyilas Edina, Ősi Ildikó, Pap Kati, Sallai Nóra, Sánta Annamária, Sipos Eszter Anna, Sörös Miklós

## Betétdalok
| 1.    | To the Fairies They Draw Near          | Loreena McKennitt | 0:51 |
| 2.    | Fly to Your Heart                      | Selena Gomez      | 3:11 |
| 3.    | How to Believe                         | Ruby Summer       | 3:04 |
| 4.    | Let Your Heart Sing                    | Katharine McPhee  | 3:32 |
| 5.    | Be True                                | Jonatha Brooke    | 3:49 |
| 6.    | To the Fairies They Draw Near, Part II | Loreena McKennitt | 3:33 |
| 7.    | Shine                                  | Tiffany Giardina  | 3:13 |
| 8.    | Fly With Me                            | Kari Kimmel       | 3:28 |
| 9.    | Wonder of It All                       | Scottie Haskell   | 3:18 |
| 10.   | End Credit Score Suite                 | Joel McNeely      | 7:18 |
| 35:26 |                                        |                   |      |

## Televíziós megjelenések
- Disney Channel, M1, M2, Paramount Channel
- RTL Klub